# Sergej Čikalkin
Sergej Sergeevič Čikalkin (in russo Сергей Сергеевич Чикалкин?; Samara, 11 dicembre 1975) è un ex cestista russo.

## Carriera
Čikalkin, guardia tiratrice specializzata nel tiro da tre, inizia la sua carriera professionistica nel 1995 con il BK Samara. Ha militato in squadre russe (BK Samara, Avtodor Saratov, UNICS Kazan' e Ural Great Perm') ed ucraine (BC Kiev), vincendo molti trofei. Nella stagione 2001-02 ha vestito la maglia della Benetton Pallacanestro Treviso, con la quale ha vinto lo scudetto dello stesso anno.
Con la Russia ha disputato i Giochi olimpici di Sydney 2000, i Campionati europei del 2001 e i Campionati mondiali del 2002.

## Palmarès

### Squadra
- Campionato russo: 1

Ural Great Perm': 2000-01
- Campionato italiano: 1

Pall. Treviso: 2001-02
- Supercoppa italiana: 1

Treviso: 2001
- Coppa di Russia: 3

Ural Great Perm': 2003-04
UNICS Kazan': 2002-03, 2008-09

### Individuale
- MVP Lega NEBL: 1

Ural Great Perm': 2000-01